# Liuken
Liuken (kinesiska: 六硍镇, 六硍) är en köping i Kina. Den ligger i den autonoma regionen Guangxi, i den södra delen av landet, omkring 160 kilometer öster om regionhuvudstaden Nanning. Antalet invånare är 38714. Befolkningen består av 18 181 kvinnor och 20 533 män. Barn under 15 år utgör 29,0 %, vuxna 15-64 år 61 %, och äldre över 65 år 9,0 %.
Genomsnittlig årsnederbörd är 2 419 millimeter. Den regnigaste månaden är juli, med i genomsnitt 403 mm nederbörd, och den torraste är januari, med 40 mm nederbörd.